# Unie van de Uitgevers van de Periodieke Pers
De Unie van de Uitgevers van de Periodieke Pers (UPP, Frans: Union des Editeurs de la Presse péridique) was een Belgisch beroepsorganisatie van uitgevers van periodieke publicaties.

## Historiek
In 2012 waren er 262 uitgevers van periodieken aangesloten. Op 1 januari 2013 werd Luc De Potter aangesteld als secretaris-generaal in opvolging van Jean-Paul van Grieken.
In september 2017 werd een fusie aangekondigd met The Ppress. Deze vond plaats op 6 september 2018, de nieuwe federatie heet We Media. Op 2 mei 2018 hield de UPP formeel op te bestaan.

## Structuur
De hoofdzetel was gelegen in de E. Machtenslaan 79/23 te Sint-Jans-Molenbeek. 

### Bestuur
| Tijdspanne | Voorzitter         |
| ---------- | ------------------ |
| ...        |                    |
| ? - 2018   | Steven Van de Rijt |

| Tijdspanne  | Secretaris-generaal   |
| ----------- | --------------------- |
| ...         |                       |
| ? - 2004    | Johan Van Cleemput    |
| 2004 - 2012 | Jean-Paul van Grieken |
| 2013 - 2018 | Luc De Potter         |

### Media
De beroepsorganisatie was uitgever van het tijdschrift De Periodiek.